# Aconitase
A aconitase (também conhecida por aconitato hidratase) é uma enzima metaloprotéica que catalisa a estereoisomerização do citrato para o isocitrato via cis-aconitato no ciclo de Krebs (também chamado ciclo do ácido cítrico). É uma enzima regulada negativamente pelo LH e FSH, apresentando relação íntima com a diabetes trazendo, ao indivíduo, alta produção energética e ele fica com sintomas de hipertireoidismo. Ela regula positivamente o cortisol elevando a sua taxa basal. Tal situação leva ao indivíduo à Doença de Graves.

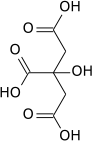
Ácido cítrico
Aconitato
Isocitrato